# Salterio de Dagulfo

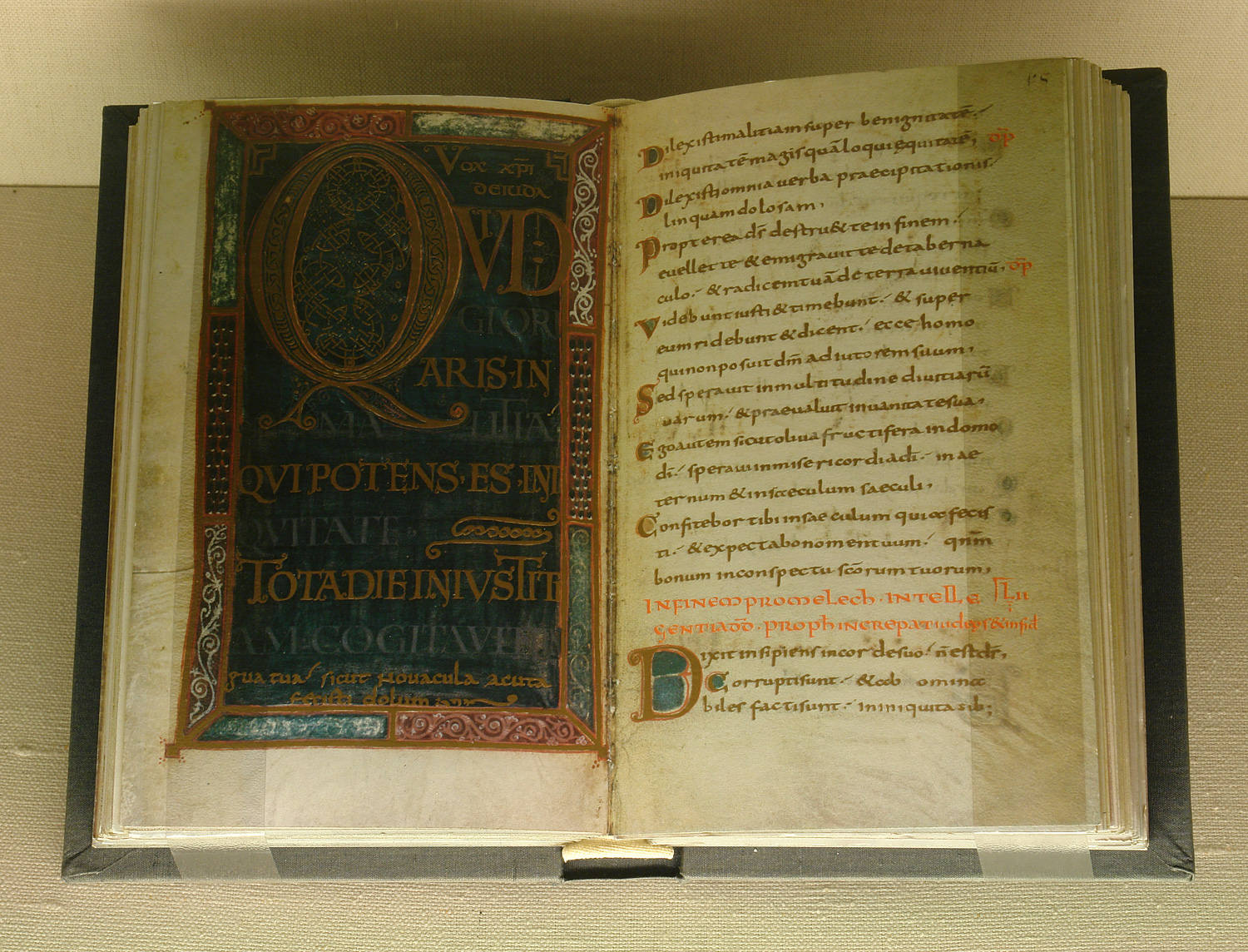
Reproducción del "Salterio de Oro" en Bremen Museo de la Catedral

El Salterio de Dagulfo es un manuscrito iluminado carolingio que contiene los salmos del Antiguo Testamento y los cantos alternativos (antífonas) para recitar en la liturgia de la iglesia. El salterio fue escrito entre 783 y 795 en Aquisgrán, en la escuela de la corte de Carlomagno, y se considera el ejemplo más importante de la escritura minúscula carolingia temprana.

## Historia
Carlomagno, rey del imperio franco en aquella época y posteriormente emperador, quiso regalar el salterio manuscrito al papa Adriano I (en el cargo 772-795), como se desprende de un poema dedicatorio que lo precede. Sin embargo, Adriano murió antes de la entrega del salterio, por lo que éste permaneció en posesión imperial. La obra, también llamada "Salterio de Oro" por su técnica de escritura con letras doradas sobre pergamino, fue copiada en gran parte por un escribiente llamado Dagulfo mencionado en el poema dedicatorio.
Su destino posterior no está claro pero en el siglo XI, el salterio llegó a manos de la abadía de Limburgo procedente del tesoro nupcial de la emperatriz Gisela de Suabia, esposa del emperador Conrado II. Su abad Eginhard (1056-1067) fue también obispo de Espira desde 1060. Hizo que el tesoro de la abadía, que incluía el Salterio de Dagulfo, se trasladara a Espira. Se ha conservado la lista de objetos que llegaron a Espira en aquella época.
Como regalo, quizás del entonces rey y más tarde emperador Enrique IV, el salterio llegó a Bremen a la catedral de San Pedro bajo el obispo Adalberto. Una alusión a esto es un pasaje de la obra histórica de Adán de Bremen: "En aquella época [finales de 1065], el rey envió por compasión de la devastada iglesia de Bremen y como compensación unas 100 casullas y otros recipientes de plata, también libros, ... un salterio escrito en letras de oro". Dado que el salterio contenía una dedicatoria de Carlomagno, posteriormente se pensó que el libro era un regalo de Carlomagno a su primer obispo en Bremen, San Wilehado, y se trató como una reliquia. Por ello, el salterio no se guardaba en la biblioteca de la catedral, sino en el tesoro. En su inventario de alrededor de 1420, el libro figura como "un salterio, escrito y decorado con oro y con dos tablas de marfil".
Hasta la disolución del arzobispado tras la Paz de Westfalia en 1648, el Salterio de Oro permaneció en el tesoro de la catedral. Poco después, el manuscrito pasó a manos del emperador Leopoldo I en Viena de forma inexplicable - la cubierta del libro con las tablas de marfil talladas ya había sido sustraida - y ahora se encuentra en la Biblioteca Nacional de Austria. Las dos tablas de marfil están expuestas en el Louvre..
La Catedral de San Pedro de Bremen exhibe en su museo un facsímil del Salterio de Dagulfo.

## Descripción

### El códice

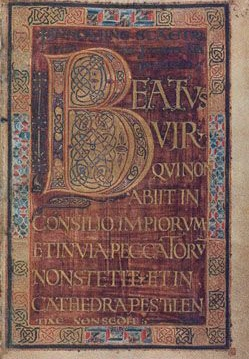

El códice medieval consta de 161 hojas de pergamino de 19,2 × 12 cm. Las 145 páginas están escritas por el escriba Dagulfo en letra minúscula carolingia con tinta dorada. El salterio tiene tres páginas iniciales enmarcadas y 150 iniciales decoradas pero ninguna iluminación. Las páginas ornamentales están pintadas con tinta dorada sobre hojas de pergamino de color púrpura.

### Cubierta

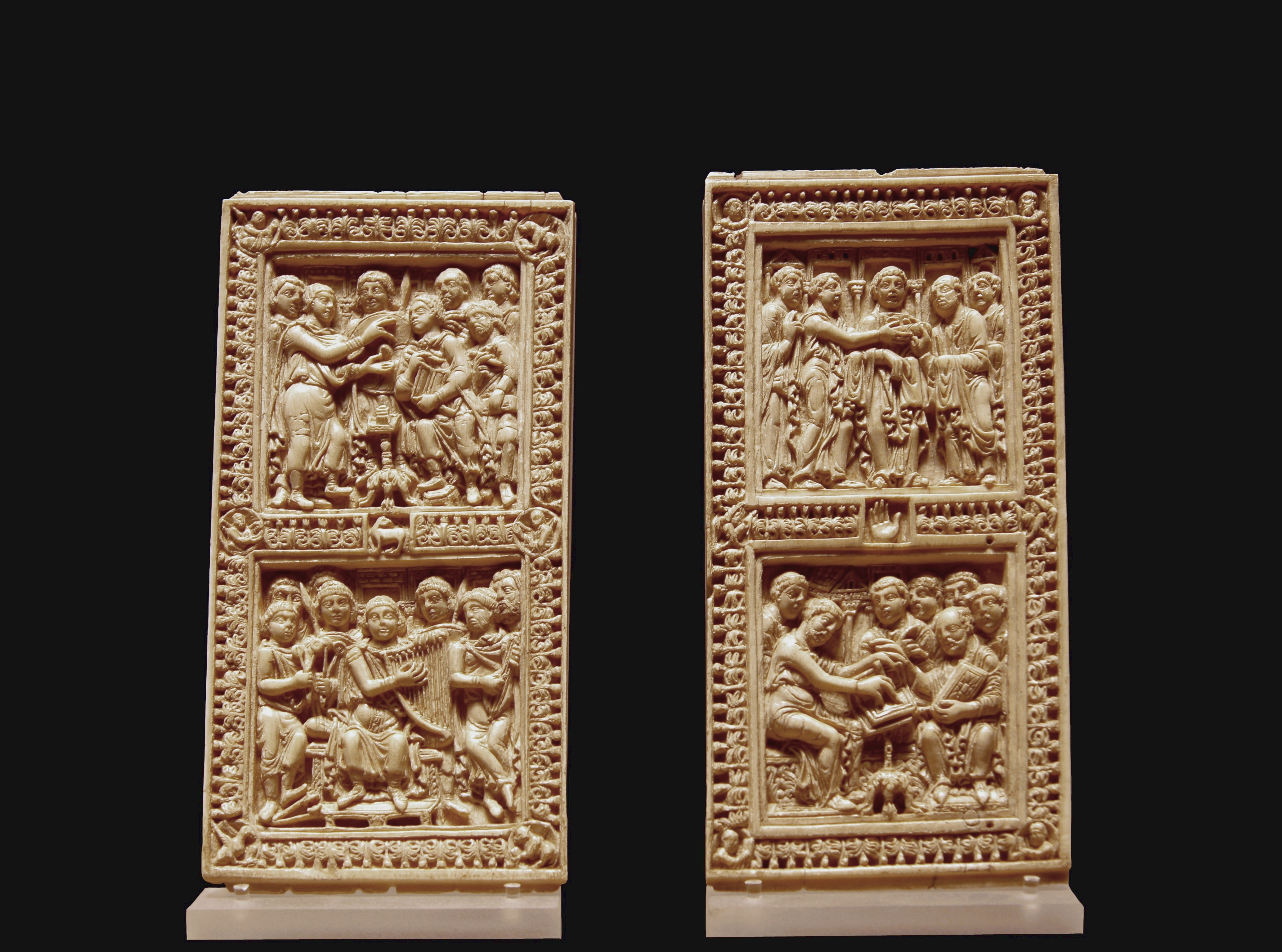
Tablillas de marfil de la cubierta

De la cubierta sólo se conservan los paneles rectangulares de marfil tallado de 16,8 × 8,1 cm. Tienen diferentes representaciones en dos campos cuadrados cada uno. Los marcos son de acanto tallado.
En la tablilla delantera, parte superior: David elige a los salmistas; abajo: David tocando el arpa al canto de los salmos por un coro. En el centro de la moldura de acanto, entre las dos imágenes, está tallado el Agnus Dei.
En la tablilla del reverso, arriba: Un clérigo transmite al padre de la iglesia Jerónimo el encargo del papa Dámaso de reescribir los salmos; abajo: Jerónimo dictando el texto redactado. En el centro de la moldura, entre las dos imágenes, se ve la mano de Dios.
Ya no existe la antigua cenefa, presumiblemente un marco de metal plateado o dorado montado sobre madera con otras decoraciones.